# Cyriaque Didaux
Cyriaque Didaux est un footballeur français né le 19 août 1960 à Cambrai (Nord).

## Biographie
Cet ailier qui jouait sur le flanc gauche du terrain  a été formé à l'US Valenciennes Anzin. Il était réputé pour être un attaquant rapide et efficace.
Après des passages au FC Rouen et au Lille OSC, il a évolué au RC Strasbourg, comme milieu offensif. Il a terminé sa carrière, toujours en Alsace, au SR Haguenau. 

## Carrière de joueur
- 1979-1983 : US Valenciennes Anzin
- 1983-1985 : FC Rouen
- 1985-1987 : Lille OSC
- 1987-1992 : RC Strasbourg
- 1992-1993 : SAS Épinal
- 1993-1997 : FCSR Haguenau[1]

## Palmarès
- Champion de France de D2 en 1988 avec le Racing Club de Strasbourg

## Statistiques
- 196 matchs et 24 buts en Division 1
- 145 matchs et 26 buts en Division 2